# Flughafen Upernavik

i7
i11
i13
Der Flughafen Upernavik (IATA-Code: JUV, ICAO-Code: BGUK) ist ein Flughafen in Upernavik im nordwestlichen Grönland.

## Lage
Der Flughafen liegt direkt nördlich von Upernavik. Er liegt auf einer Höhe von 414 Fuß und ist damit der höchstgelegene Flughafen des Landes.

## Geschichte
Der Flughafen Upernavik gehört zu einer Reihe von Flughäfen, die ab 1995 in mehreren grönländischen Städten errichtet werden sollten. Mit der Eröffnung wurde für den 1. Oktober 2000 gerechnet und der Plan eingehalten.

## Ausstattung
Der Flughafen verfügt über eine asphaltierte Landebahn (05/23) mit einer Länge von 799 m und einer Breite von 30 m. Es gibt keine Flächenenteisungsanlagen. GPS-gestützte Nicht-Präzisionsanflüge und ein NDB-Anflug sind verfügbar, Sichtflug ist aber ebenfalls gestattet.

## Fluggesellschaften und Ziele
Air Greenland bietet Flüge zum Flughafen Ilulissat an. Zudem gibt es Hubschrauberverbindungen zu den umliegenden Dörfern über die Heliports Kullorsuaq, Nuussuaq, Tasiusaq, Innaarsuit, Aappilattoq, Kangersuatsiaq und Upernavik Kujalleq.